# 2 Eskadra Wywiadowcza

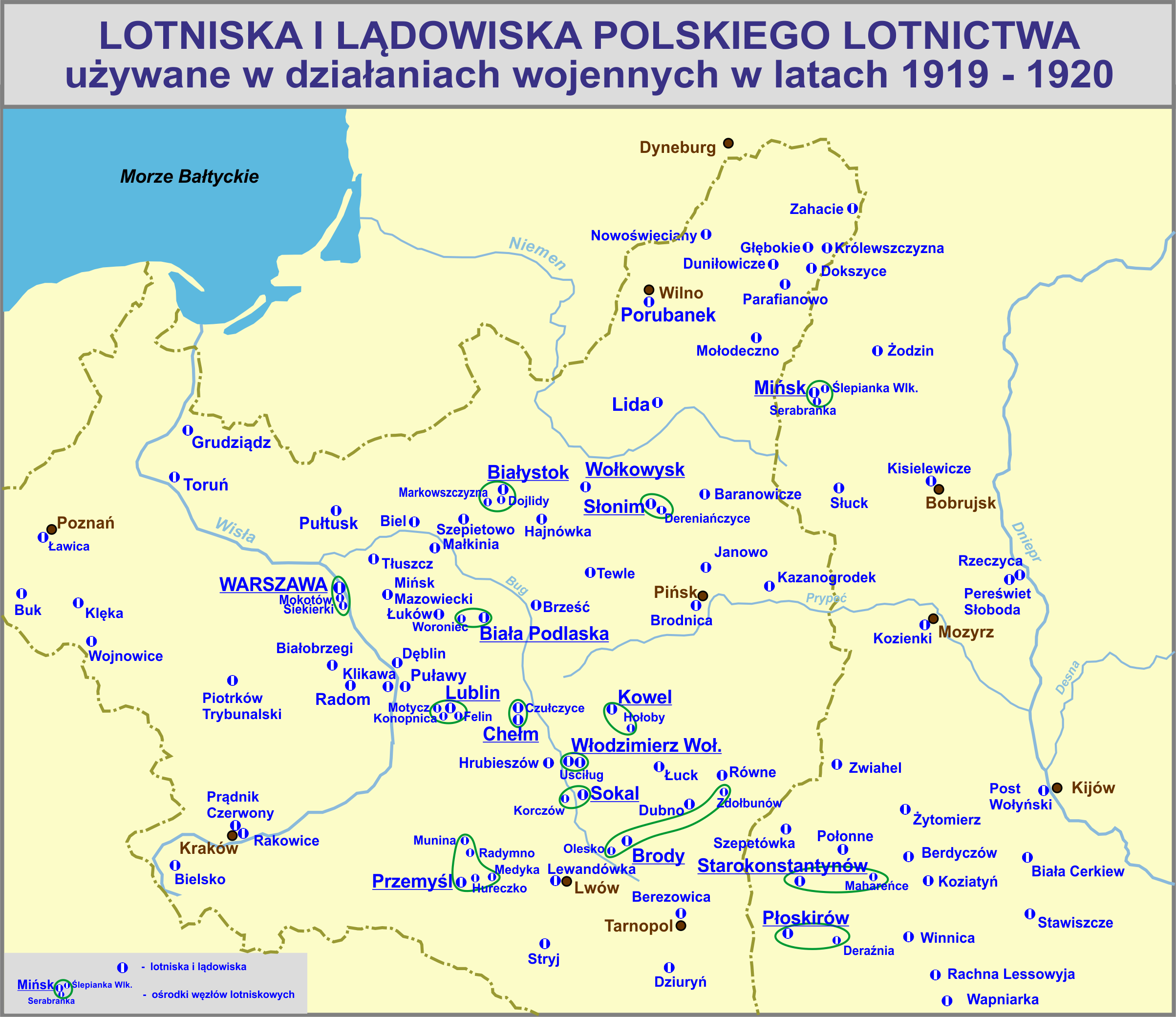

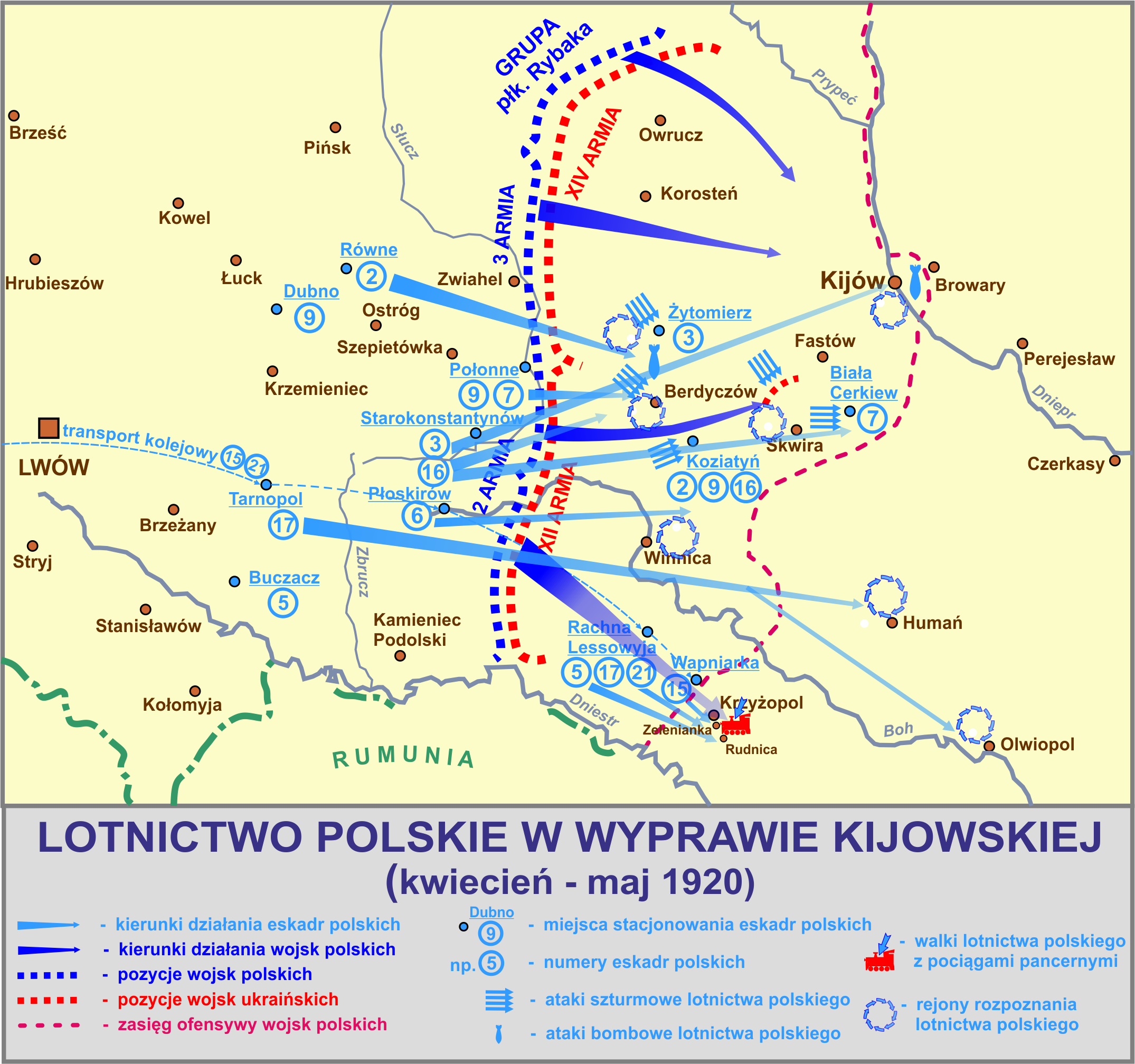

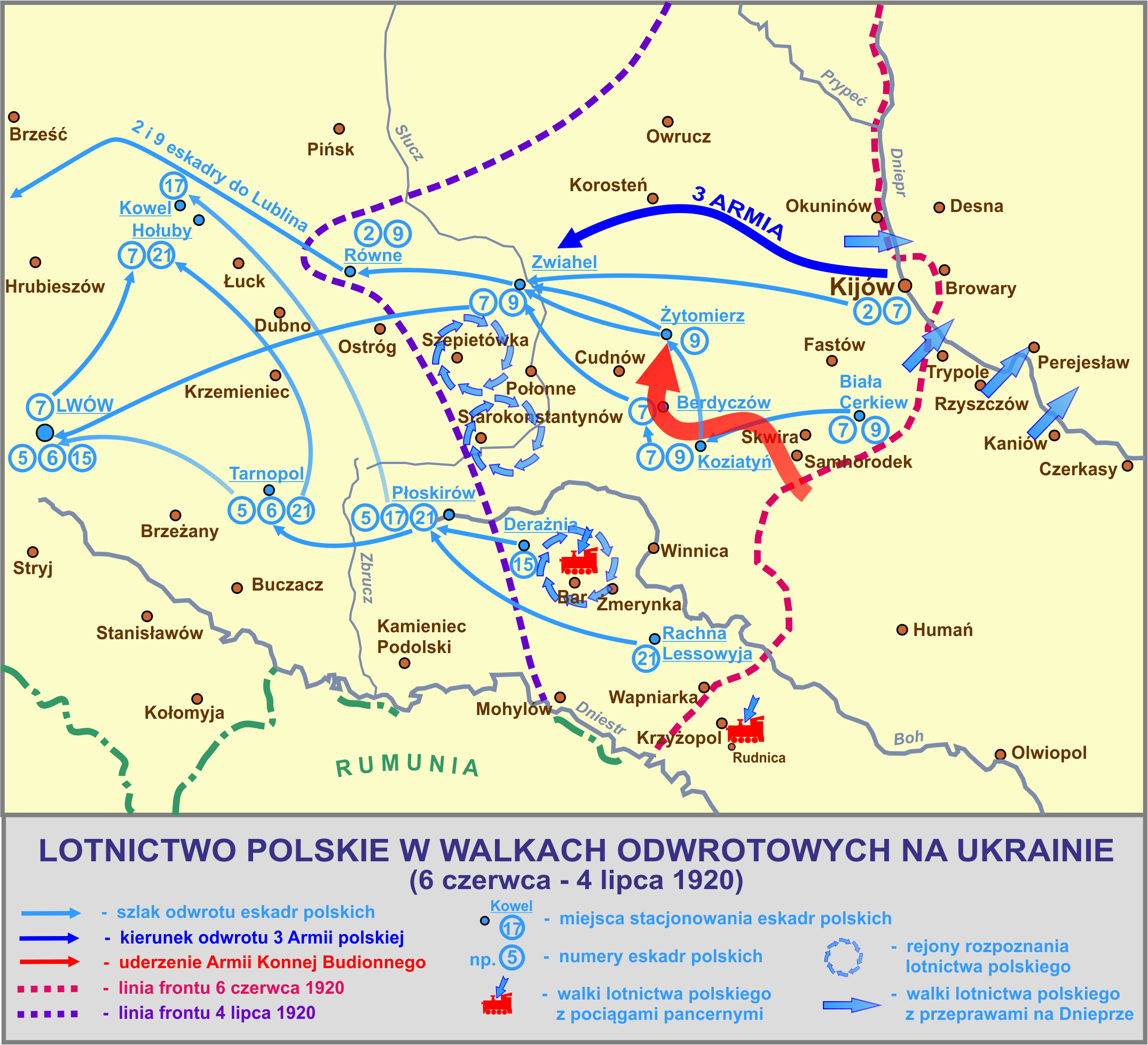

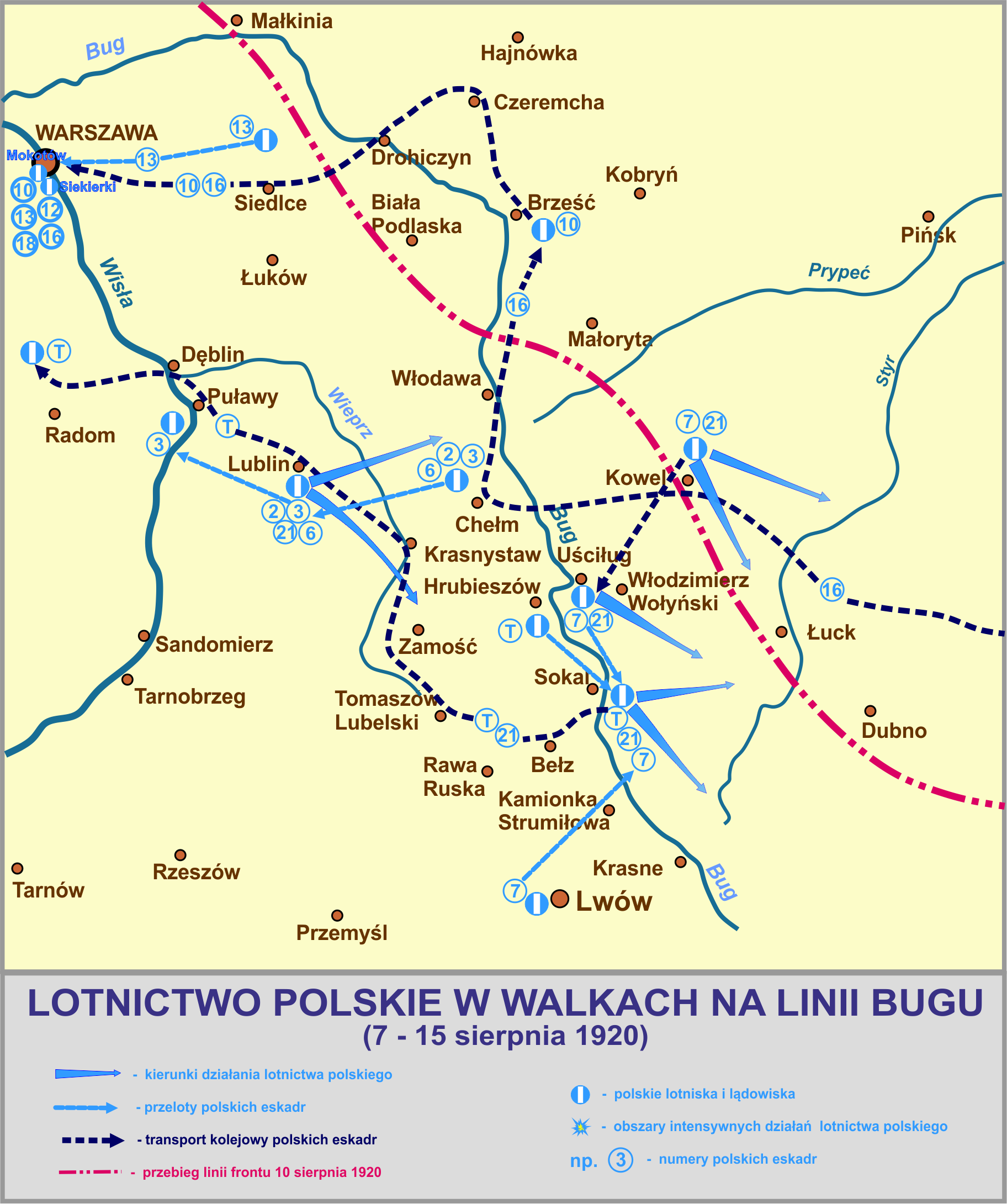

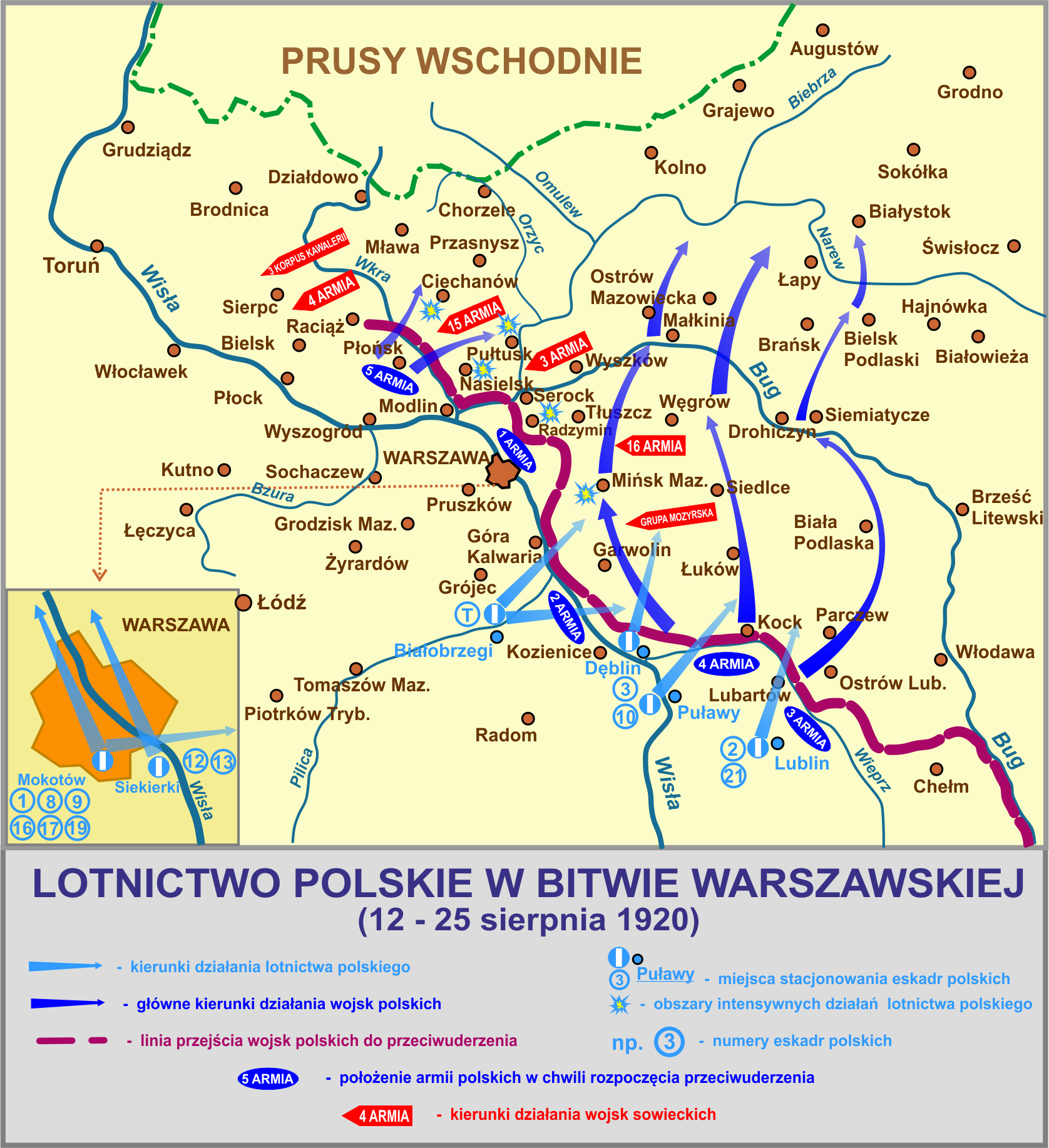

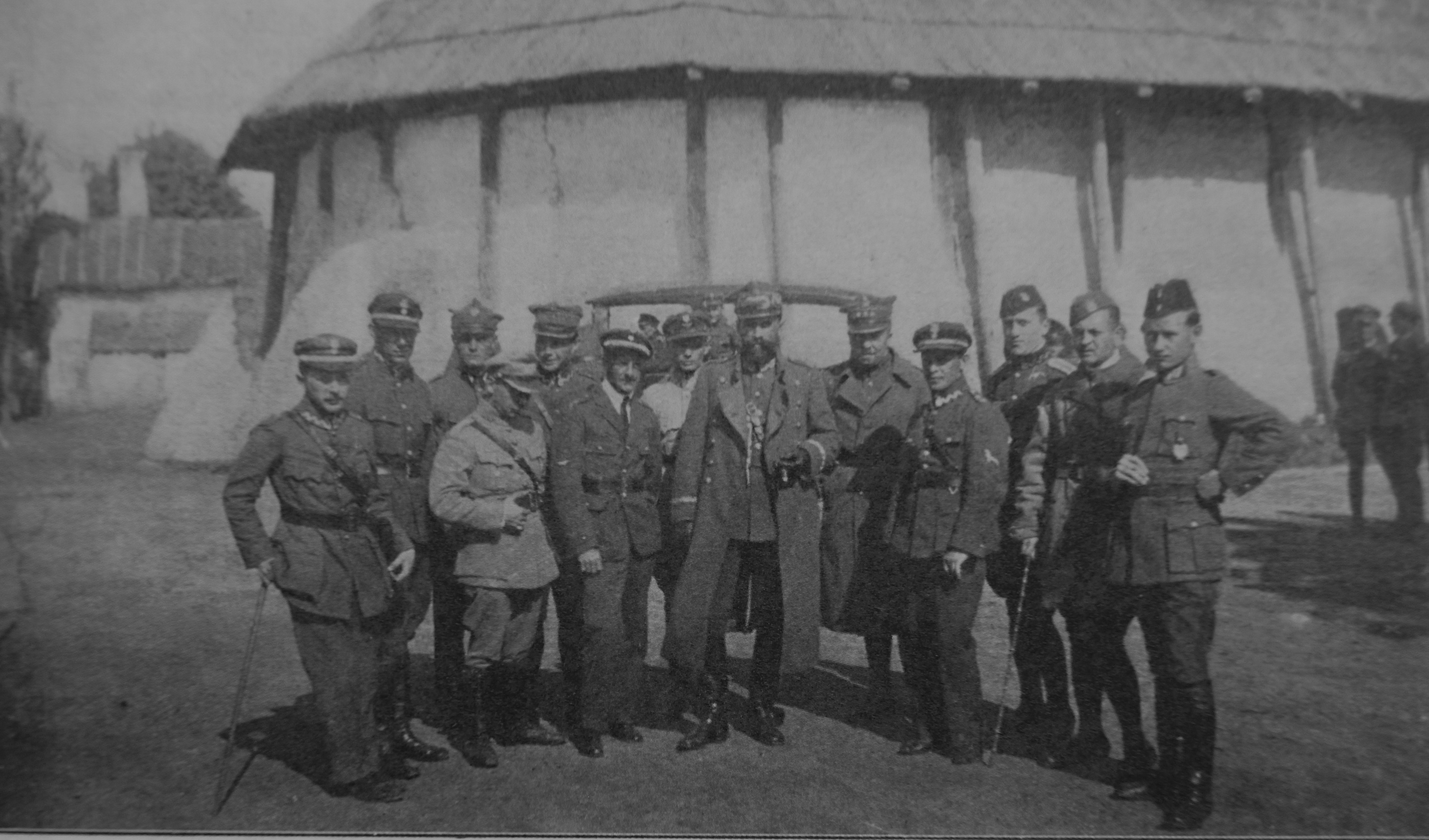
Inspekcja 2 eskadry wywiadowczej przez gen. Gustawa Macewicza na froncie w kwietniu 1920. Stoją od lewej: kpt. Camillo Perini, gen. Gustaw Macewicz, płk Aleksander Wańkowicz, por. Wiktor Robotycki oraz personel latający eskadry.

2 eskadra wywiadowcza – pododdział lotnictwa rozpoznawczego Wojska Polskiego w II Rzeczypospolitej.
Eskadra sformowana została w 1918 jako Oddział Lotniczy w Lublinie. Wzięła udział w wojnie polsko-ukraińskiej i polsko-bolszewickiej. W lipcu 1920 do eskadry wcielono personel 9 eskadry wywiadowczej. W styczniu 1921 eskadra została rozwiązana, a jej personel i sprzęt wszedł w skład 1 eskadry wywiadowczej.

## Formowanie, zmiany organizacyjne i walki eskadry
5 listopada 1918 na lotnisku Lublin rozpoczęto organizację jednostki lotniczej pod nazwą Oddział Lotniczy w Lublinie. Organizatorem i pierwszym dowódcą został mjr pil. Jerzy Syrokomla-Syrokomski.
Kompletowanie wyszkolonego personelu i sprzętu lotniczego przebiegało w trudnych warunkach. Istniejący park lotniczy został wywieziony przez Austriaków, a duża część została przekazana organizującym się w Krakowie formacjom lotniczym.
Początkowo wyposażenie oddziału stanowiło pięć samolotów typu Lloyd C.V Formir. (?).

### Działania na froncie ukraińskim
Na początku 1919 jednostka otrzymała nazwę 2 eskadra lotnicza, a wkrótce została przemianowana na 2 eskadrę wywiadowczą.
W marcu jednostka przegrupowała się w rejon Włodzimierza Wołyńskiego i została podporządkowana grupie wojsk gen. Bronisława Babiańskiego.
W kwietniu, na skutek pożaru wagonów kolejowych, spłonęła część wyposażenia eskadry. Od tej pory eskadra dysponowała tylko 3 samolotami. Były to: Albatros C.1, Albatros C.V i Rumpler C.I.
W sierpniu eskadra przeniosła się do Równego, gdzie weszła w skład Frontu Ukraińskiego gen. Antoniego Listowskiego.
Na lotnisku w Równem personel eskadry spędził jesień i zimę.
Wykorzystując względny spokój na froncie, w okresie jesienno–zimowym eskadra prowadziła szkolenie personelu lotniczego i uzupełniała stany. Na dzień 1 lutego 1920 eskadra wchodziła w skład II Grupy Lotniczej, posiadała 8 pilotów, 5 obserwatorów i 7 samolotów.
Wiosną 1920 eskadra została wyznaczona do udziału w ofensywie na Kijów.
Posiadała wtedy 10 samolotów, 8 pilotów i 5 obserwatorów. Zaplecze techniczne eskadry stanowił II ruchomy park lotniczy w Łucku.
W rejonie Berdyczowa eskadra wykonała dla 2 Armii 14 lotów wywiadowczych, zrzucając przy tym 180 kg bomb i wykonując 41 zdjęć.
Na początku maja eskadra stacjonowała w Koziatyniu.

### Walki odwrotowe na Ukrainie
W  czerwcu i lipcu oddziały polskie prowadziły walki obronno-opóźniające, a Armia Konna Budionnego, będąca głównym przeciwnikiem polskiej 6 Armii, znacznie udoskonaliła metody walki z lotnictwem i stała się jego bardzo groźnym przeciwnikiem. Kawalerzyści Siemiona Budionnego zaczęli powszechnie używać sprzężonych karabinów maszynowych ustawionych na taczankach, organizując przy tym zasadzki z wykorzystaniem niewielkich pododdziałów kawalerii.
W tym czasie eskadra przegrupowała się z Równego do Łucka.
Tam oddana została do dyspozycji Frontu gen. Edwarda Rydza-Śmigłego.
2 eskadra, dysponująca tylko trzema samolotami, utraciła 28 czerwca kolejną załogę. Podczas lotu na rozpoznanie w rejonie Miropola została zestrzelona i zginęła w walce na ziemi załoga: ppor. Kunicki i pchor. Bochenek. 
Na przełomie lipca i sierpnia w działaniach bojowych eskadry wyróżniły się załogi: kpt. Reimana i ppor. Latawca oraz  ppor. Beliny-Brzozowskiego. Ten ostatni podczas rozpoznania przeprowadzonego 6 sierpnia w rejonie Brześcia, mimo ciężkiego postrzału w brzuch, wypełnił zadanie, a dopiero potem pozwolił pilotowi na powrót na lotnisko.
W końcu lipca zreorganizowano eskadrę. W jej skład wcielono między innymi personel 9 eskadry wywiadowczej, która to z powodu braku sprzętu nie była w stanie działać samodzielnie.
W kolejnych dniach, startując z lotniska Chełm, działania eskadry ograniczały się do prowadzenia rozpoznania. W czasie jednego z takich lotów w okolice Brześcia, ppor. obs. Kazimierz Belina-Brzozowski został ciężko ranny w obie nogi.

### Działania w bitwie warszawskiej
W ramach przygotowań do operacji znad Wieprza Naczelne Dowództwo Wojska Polskiego zarządziło koncentrację eskadr polskiego lotnictwa wojskowego w dwóch rejonach: lotnictwa 1 i 5 Armii – na lotniskach warszawskich (Mokotów i Siekierki), a lotnictwa 2, 3 i 4 Armii na lotniskach Radomia, Dęblina, Puław i Lublina.
Ciężkie walki odwrotowe zmusiły eskadrę do odejścia na lotnisko Lublin, skąd po kilkudniowym pobycie wycofano ją do Dęblina w celu ponownego uzupełnienia personelu latającego i samolotów.
Mimo niepełnego stanu, załogi brały udział w lotach bojowych.
Od 10 do 12 sierpnia, działając w ramach lotnictwa Frontu Środkowego, prawie wyłącznie wykonywała loty wywiadowcze, rozpoznawała przeciwnika i aktywnie wspierała wojska lądowe. 
W czasie jednego z nich, po zbombardowaniu mostu w Miropolu, polegli na samolocie Albatros C.X ppor. pil. Kazimierz Kunicki i pchor. obs. Michał Bochenek.
25 sierpnia zakończyły się działania pościgowe za rozbitymi oddziałami sowieckimi. Na kilka tygodni nastąpiła stabilizacja linii frontu, a jednostki Wojska Polskiego, w tym lotnicze, przeszły kolejną reorganizację. Celem uzupełnienia, wycofano eskadry najbardziej wyczerpane intensywnymi walkami. Były to 2., 8. i 21 eskadra. Poza nimi na tyłach przebywały także inne eskadry. Były to: 3., 11., 14., 17. i 18. oraz (4.) eskadra toruńska.
Rozejm zastał eskadrę w Dęblinie.
Podczas wojny o granice 2 eskadra wywiadowcza wykonała 193 loty bojowe w łącznej ilości 434 godzin przebytych nad terenami nieprzyjaciela. Zginęło 7 lotników.

## Eskadra w okresie pokoju
Na mocy rozkazu z 18 stycznia 1921 eskadry 1. i 2. połączono tworząc nową 1 eskadrę wywiadowczą.
Eskadra ta została później przemianowana na 35 eskadrę liniową 3 pułku lotniczego stacjonującego w Poznaniu.

## Żołnierze eskadry

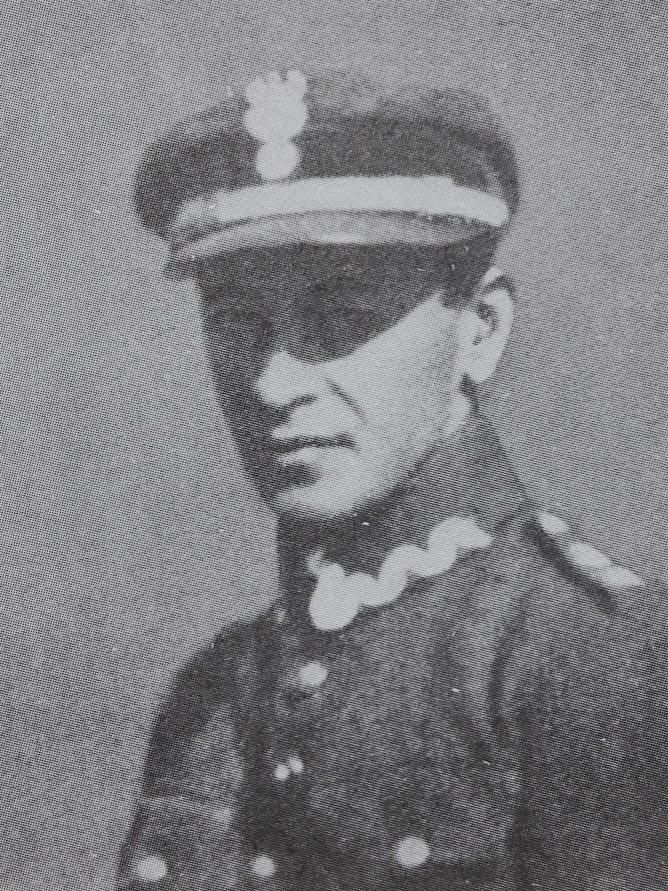
Porucznik Wiktor Robotycki – ostatni dowódca eskadry

| Dowódcy eskadry                                       |                                     |
| Stopień, imię i nazwisko                              | Okres pełnienia służby              |
| mjr pil. Jerzy Syrokomla-Syrokomski                   | XI 1918 – V 1919                    |
| por. pil. Wiktor Robotycki                            | V 1919 – I 1921                     |
| Personel latający okresu wojny polsko – bolszewickiej |                                     |
| Obserwatorzy                                          | Piloci                              |
| por. obs. inż. Karol Słowik                           | mjr pil. Jerzy Syrokomla-Syrokomski |
| por. obs. Zygmunt Tebinka                             | por. pil. Wiktor Robotycki          |
| por. obs. Bronisław Niski                             | por. pil. Henryk Skoczdopole        |
| por. obs. Leonard Zbigniew Lepszy                     | por. pil. Władysław Matula          |
| por. obs. Piotr Kurbatow                              | ppor. pil. Kazimierz Kunicki        |
| por. obs. Kazimierz Olechnowicz                       | ppor. pil. Lipczyński               |
| ppor. obs. Kazimierz Belina-Brzozowski                | ppor. pil. Wojciech Woyna           |
| ppor. obs. Wiktor Ryl                                 | sierż. pil. Jan Kauba               |
| ppor. obs. Jan Latawiec                               | sierż. pil. Stefan Niewitecki       |
| ppor. obs. Jan Żardecki                               | sierż. pil. Antoni Karliński        |
| ppor. obs. Stefan Zaykowski                           | sierż. pil. Marjan Pałuczak         |
| ppor. obs. Wacław Kościanowski                        | sierż. pil. Stefan Karpiński        |
| ppor. obs. Antoni Misiejuk                            | sierż. pil. Stefan Zajc             |
| ppor. obs. Eljasz Herman                              | sierż. pil. Karol Jacon             |
| ppor. obs. Pawłowski                                  | sierż. pil. Stanisław Tondis        |
| pchor. obs. Czesław Zawisza                           | sierż. pil. Maurycy Zieber          |
| pchor. obs. Tomasz Bierzyński                         | sierż. pil. Jan Wnuk                |
| pchor. obs. Bohdan Prawecki                           | sierż. pil. Józef Rejman            |
| pchor. obs. Michał Franciszek Bochenek                | sierż. pil. Edmund Krzyżanowski     |

## Wypadki lotnicze
- 28 czerwca 1920 podczas lotu bojowego (bombardowanie mostu w m. Miropol) na samolocie Albatros C.X polegli ppor. pil. Kazimierz Kunicki i pchor. obs. Michał Bochenek[4].

## Samoloty eskadry

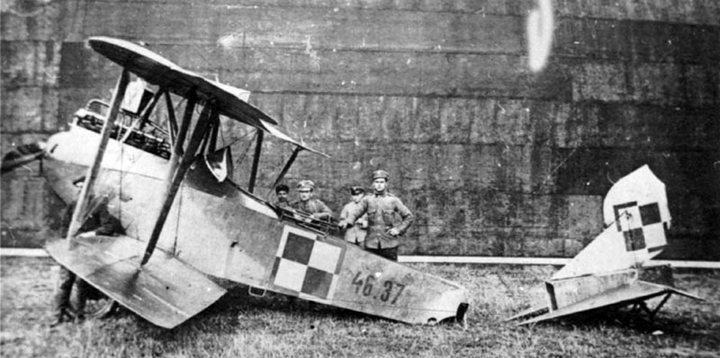
Lloyd C.V
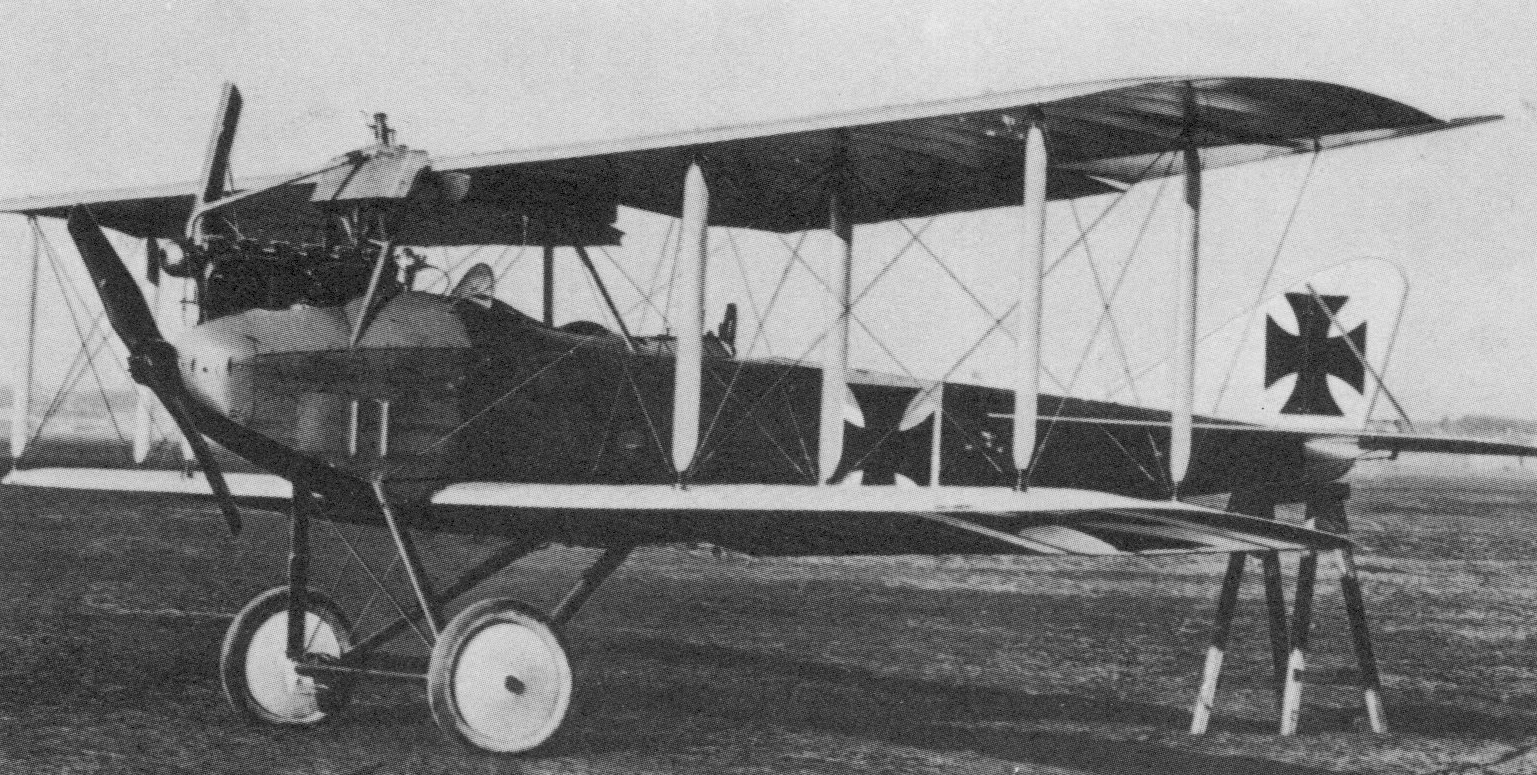
Albatros C.I
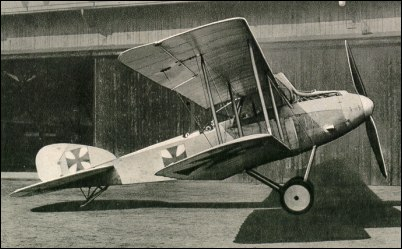
Albatros C.V
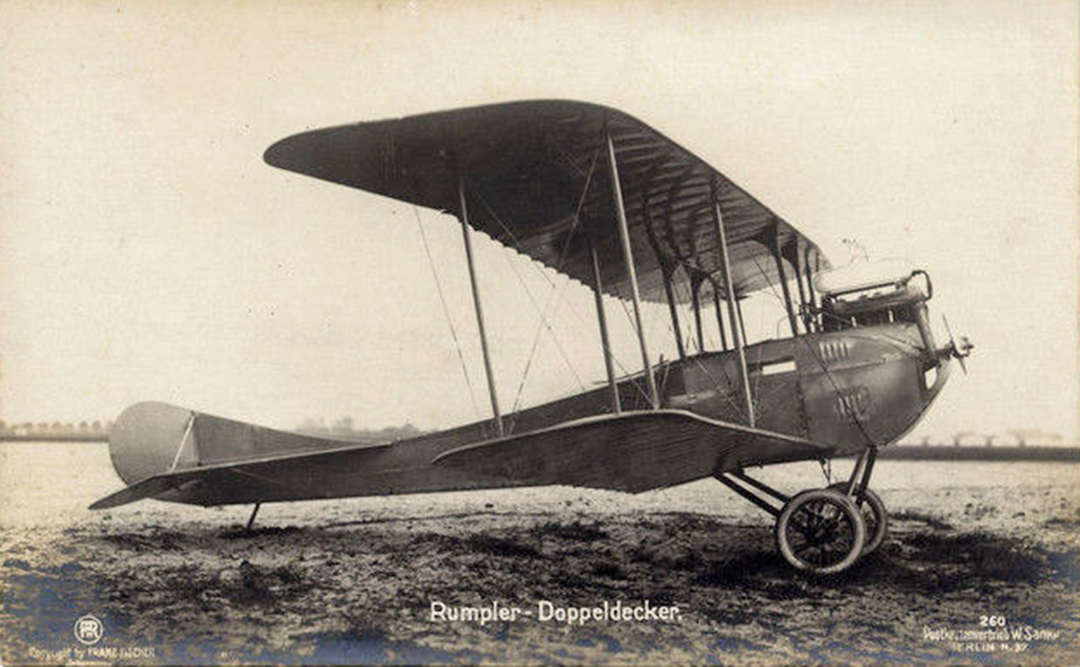
Rumpler C.I
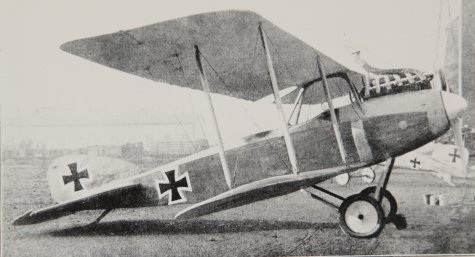
Albatros C.X